# Nagari Paninjauan (X Koto Diatas)
Nagari Paninjauan is een bestuurslaag in het regentschap Solok van de provincie West-Sumatra, Indonesië. Nagari Paninjauan telt 1842 inwoners (volkstelling 2010).